# Zëri i Popullit
Zëri i Popullit (en castellano: La voz del pueblo) es un periódico de Albania fundado en 25 de agosto de 1942 y publicado en albanés. Fue el periódico oficial de Albania y el órgano de propaganda del Partido del Trabajo de Albania. Tras la disolución de la República Popular de Albania en 1992, siguió publicándose como periódico oficial del Partido Socialista de Albania hasta 2015. Actualmente es un medio independiente de los partidos políticos.